# Keros

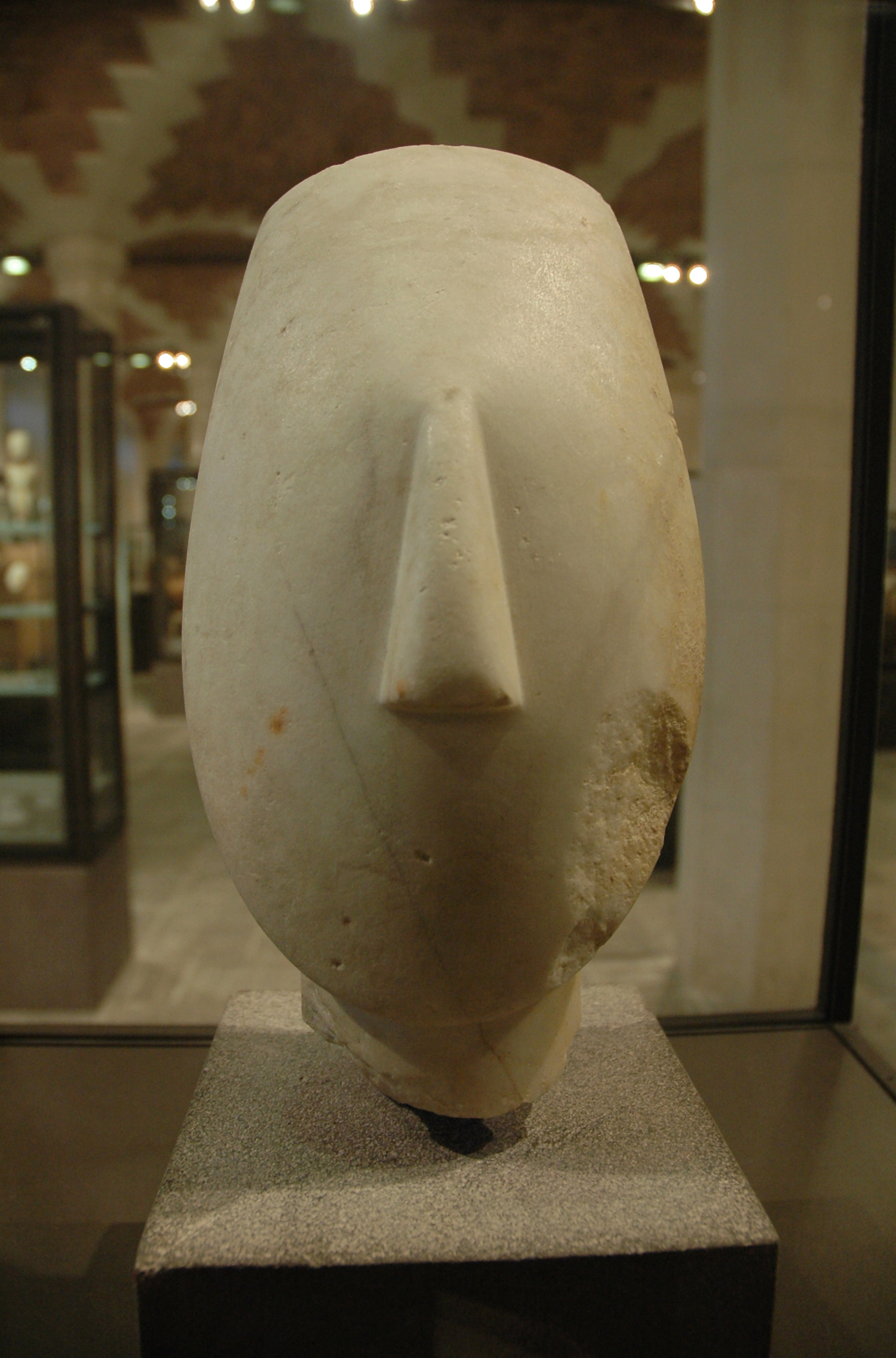
Testa di figurina - Museo del Louvre

Keros è un'isola greca disabitata delle piccole Cicladi. Ciò nonostante, Keros è fra le più importanti isole delle Cicladi per il ritrovamento di reperti di grande interesse archeologico al punto che, in passato, un decreto dello Stato ellenico vietava la residenza stabile a Keros. L'"editto", ancora vigente non valse a preservarla da furti archeologici che hanno arricchito sia collezioni private (soprattutto in Germania e USA), sia collezioni dei principali musei del mondo. Alcune sepolture della prima età del bronzo e i loro ricchi corredi erano note fin dal XIX secolo. In seguito altri ritrovamenti effettuati nelle isole circostanti (Piccole Cicladi) produssero abbondante materiale del periodo protocicladico 2600 a.C. - 2200 a.C. (solitamente denominato civiltà di Syros-Keros).
Keros si raggiunge preferibilmente da Ano Koufonissi, tramite imbarcazioni private.

## Storia
Nell'antichità l'isola era denominata Kereia. Il primo riferimento storico data il 425 a.C. e appare in un'epigrafe fra i nomi degli alleati della Lega delio-attica. Nel Medioevo costituì un covo di pirati mentre in tempi più recenti fu proprietà privata del monastero della Madonna Chozoviotissa di Amorgos fino al 1952.

## Archeologia

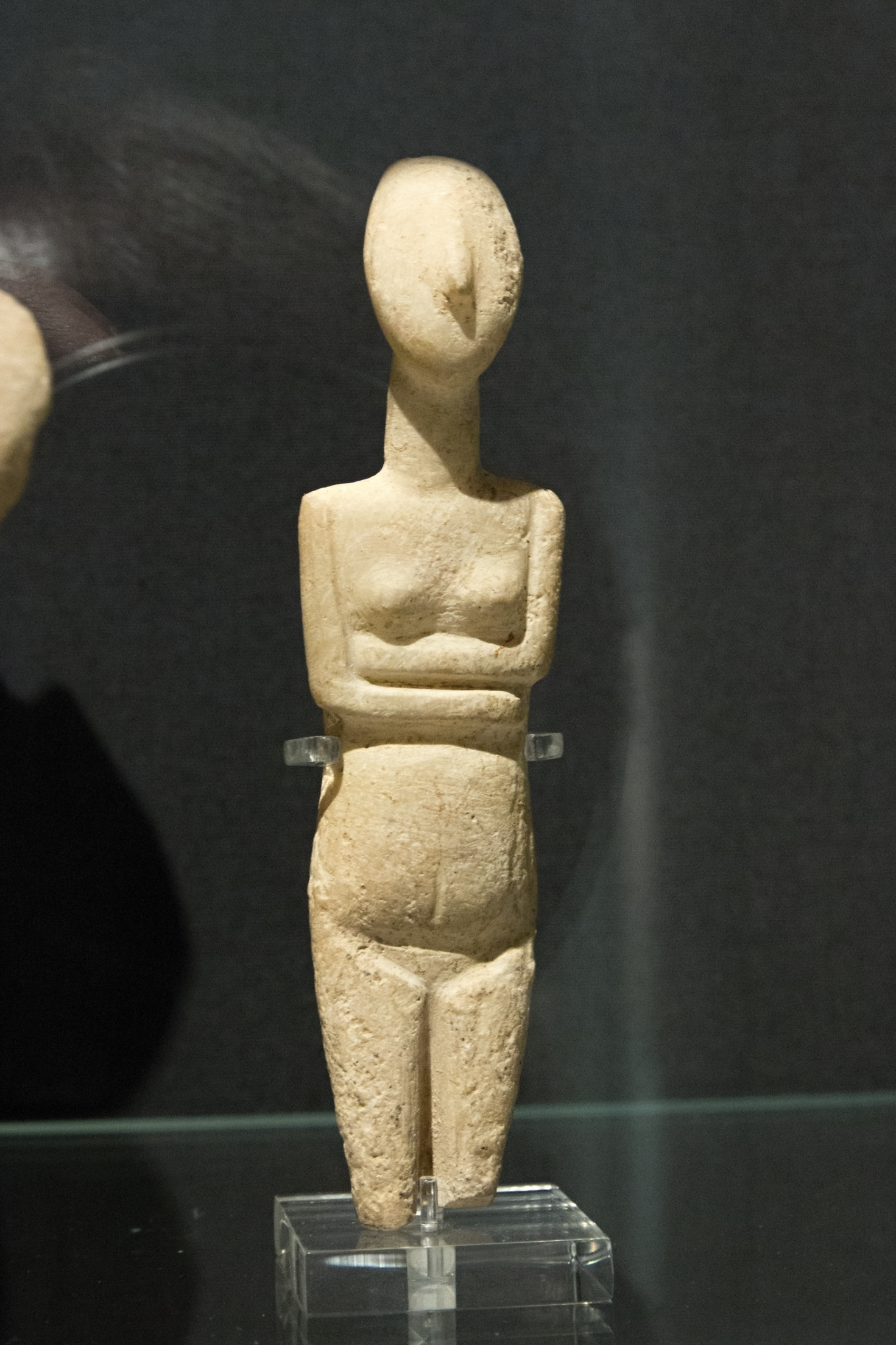
Figura femminile 2700/2600 a.C.

Di notevole importanza sono i reperti archeologici della civiltà cicladica trovati nell'isola ove sono effettuati scavi archeologici fin dal XIX secolo. Il ritrovamento di centinaia di oggetti rotti ha fatto recentemente supporre che si tratti di attività rituali svolte per circa 400-500 anni, fino al 2000 a.C. circa.

### Dhaskalio
È un isolotto a forma di piramide distante 90 metri da Kereia e a esso collegato in antichità da uno stretto istmo. Vi si svolgono ricerche archeologiche da parte dell'Università di Cambridge che hanno fatto emergere importanti reperti, testimonianza di una civiltà già avanzata nel 2500 a.C.. Dagli scavi sono emersi edifici di notevoli dimensioni ricoperti di marmi provenienti dalle isole vicine, così come dalle isole vicine proveniva il rame usato per alimentare le officine che producevano frecce, scalpelli, punte di lancia, e pugnali. La presenza di due officine di lavorazione dei metalli indica che l'isola fosse il centro di un importante centro di scambi commerciali.
Nell'isola si sperimentano nuove tecniche di trattamento dei dati emersi dagli scavi con una specifica app iDigi che consente la condivisione immediata fra tutti i ricercatori delle informazioni ricavate via via dagli scavi.